# Farrah Abraham
Farrah Lynn Abraham (ur. 31 maja 1991 w Omaha) – amerykańska osobowość telewizyjna, piosenkarka i pisarka. Jej debiutancka książka pt. My Teenage Dream Ended (2012) znalazła się na liście bestsellerów „The New York Times”. Jej majątek szacowany jest na 6 milionów dolarów.

## Życiorys

### Wczesne lata
Urodziła się w Omaha, w stanie Nebraska jako córka Debry Lynn Danielsen i Michaela Abrahama. Jej matka miała korzenie duńskie i sycylijskie, a ojciec był pochodzenia syryjskiego, libańskiego i włoskiego. Wychowywała się w Council Bluffs w stanie Iowa. Jej rodzice rozwiedli się, matka ponownie wyszła za mąż w 2017.

### Kariera
W wieku siedemnastu lat wzięła udział w pierwszym sezonie i dwóch odcinkach programu MTV 16 and Pregnant (16 i ciąża, 2008), którego celem było udokumentowanie życia ciężarnych nastolatek w Stanach Zjednoczonych. Wiadomość o jej ciąży spowodowała problemy między nią a jej matką, która nazwała córkę dziwką i uniemożliwiła jej aborcję. Abraham będąc w ciąży została zmuszona do przerwania bycia cheerleaderką. Ponadto podczas kręcenia filmu Derek Underwood, ojciec jej dziecka, zginął w wypadku samochodowym 28 grudnia 2008. Abraham urodziła córkę Sophię Laurent Abraham, 23 lutego 2009. W pierwszych latach macierzyństwa była jedną z bohaterek spin-off Teen Mom (Nastoletnia mama) obok Maci Bookout, Catelynn Lowell i Amber Portwood. Premiera serii programu, który trwała cztery sezony, została wyemitowana 8 grudnia 2009, a ostatnia 29 sierpnia 2012. 
W 2011 zaczęła uczęszczać do Art Institute of Fort Lauderdale w Fort Lauderdale na Florydzie, gdzie uzyskała stopień naukowy w dziedzinie sztuki kulinarnej i zarządzania. Później uruchomiła linię sosów do makaronu „Mom & Me” („Mama i ja”).
1 sierpnia 2012 Abraham zaistniała w branży muzycznej wydając swój debiutancki album studyjny zatytułowany My Teenage Dream Ended, który otrzymał zdecydowanie negatywne recenzje od krytyków muzyki współczesnej. 14 sierpnia 2012 Abraham wydała pamiętnik pod tym samym tytułem. 
W maju 2013 Vivid Entertainment wydała film pornograficzny Farrah Superstar: Backdoor Teen Mom z udziałem Farrah Abraham i zawodowym aktorem porno Jamesem Deenem. Abraham broniła swojej decyzji, by tworzyć i sprzedawać swoje filmy porno, twierdząc, że „chciała się pochwalić swoim ciałem”, według Jamesa Deena, Abraham dostała za sceny seksu 2 mln dolarów. Wkrótce po nakręceniu pierwszej seks taśmy upubliczniła część drugą Farrah 2: Backdoor and More (2014) i zaczęła się pojawiać na porno konwencjach. W styczniu 2014 gościła w czwartym sezonie programu VH1 Couples Therapy (Terapia par), gdzie była jedyną osobą w historii serialu, która kontynuowała terapię bez partnera, i skupiła się na naprawieniu swojej relacji z matką.
W 2015 wzięła udział w 16 edycji brytyjskiego reality show Celebrity Big Brother, w którym reprezentowała Stany Zjednoczone. Została eksmitowana po 23 dniach spędzonych w domu Wielkiego Brata. 22 września 2015 pojawiła się jako panelistka w programie Celebrity Big Brother's Bit on the Side i wdała się w gorącą dyskusję z Aisleyne Horgan-Wallace. Program został zdjęty z anteny 10 minut wcześniej po „starciu” między panelistami. Abraham i Janice Dickinson zostały ostrzeżone przez policję.
Po raz pierwszy w roli aktorskiej jako Karen Simms wystąpiła w horrorze Adam K (2017). W slasherze Axeman 2: Overkill (2017) zagrała drugoplanową rolę Fannie Rae Baker.

## Filmografia
| Rok                   | Tytuł                                                            | Rola                  | Uwagi                      |
| Produkcje telewizyjne | Produkcje telewizyjne                                            | Produkcje telewizyjne | Produkcje telewizyjne      |
| --------------------- | ---------------------------------------------------------------- | --------------------- | -------------------------- |
| 2009                  | 16 and Pregnant                                                  | w roli samej siebie   | „Farrah” (sezon 1, odc. 2) |
| 2009–2012             | Teen Mom                                                         | w roli samej siebie   | sezon 1–4                  |
| 2014                  | Couples Therapy                                                  | w roli samej siebie   | sezon 4                    |
| 2014                  | Being Farrah                                                     | w roli samej siebie   |                            |
| 2015–2018             | Teen Mom OG                                                      | w roli samej siebie   | sezon 5-7                  |
| 2015                  | Celebrity Big Brother 16                                         | reprezentantka USA    |                            |
| 2017                  | Marriage Boot Camp: Reality Stars Family Edition                 | w roli samej siebie   |                            |
| 2017                  | MTV's Single AF                                                  | w roli samej siebie   |                            |
| 2018–2019             | Ex on the Beach                                                  | w roli samej siebie   | sezon 2                    |
| Filmy                 |                                                                  |                       |                            |
| Rok                   | Tytuł                                                            | Rola                  | Reżyser                    |
| 2013                  | Farrah Superstar: Backdoor Teen Mom                              | w roli samej siebie   |                            |
| 2014                  | Farrah 2: Backdoor and More                                      | w roli samej siebie   |                            |
| 2017                  | Farrah Abraham „You Would Have to Pay Me to Spend Time With You” | w roli samej siebie   |                            |
| 2017                  | Adam K                                                           | Karen Sims            | Joston Theney              |
| 2017                  | Axeman (Axeman 2: Overkill)                                      | Fannie Rae Baker      | Joston Theney              |
| 2019                  | I Got the Hook Up 2                                              | oficer 2              | Corey Grant                |

## Dyskografia

### Albumy
- My Teenage Dream Ended (2012)[25]

### Single
- „Blowin” (2014)

## Publikacje
- My Teenage Dream Ended (2012)
- Passy Perfume (2012)
- Celebrity Sex Tape: In The Making (2014)
- Celebrity Sex Tape: The Secret's Out (2014)
- Celebrity Sex Tape: Love Through Limelight (2015)

## Nagrody i nominacje
| Rok  | Nagroda        | Kategoria                                | Film                                       | Inni wykonawcy | Rezultat  |
| ---- | -------------- | ---------------------------------------- | ------------------------------------------ | -------------- | --------- |
| 2013 | Dirty Dozen of | What Is It We’re Fucking?                | -                                          | -              | Wygrana   |
| 2013 | Sex Awards     | Najlepsza sekstaśma gwiazd wszech czasów | Farrah Superstar: Backdoor Teen Mom (2013) | –              | Nominacja |
| 2014 | AVN Award      | Najlepsza scena seksu analnego           | Farrah Superstar: Backdoor Teen Mom (2013) | James Deen     | Nominacja |